# Monolog wewnętrzny
Monolog wewnętrzny – przedstawienie w utworze epickim przebiegu życia wewnętrznego postaci, jej myśli, spostrzeżeń, wyobrażeń w mowie niezależnej lub pozornie zależnej.
Gdy monolog wewnętrzny realizowany jest w mowie niezależnej, poprzedza go informacja o cytowaniu słów pomyślanych przez postać, a niewypowiedzianych, co wyznacza granicę monologu wewnętrznego i pozwala oddzielić go od mowy narratora. Taki sposób organizowania wypowiedzi był charakterystyczny dla prozy realistycznej XIX w. Od naturalizmu poczynając, obserwuje się dążenie do upodobnienia mowy narratora i monologu wewnętrznego, czego konsekwencją jest wzrost roli mowy pozornie zależnej.
Szczególną odmianą monologu wewnętrznego, ukształtowaną w XX w. jest strumień świadomości. Naśladuje on przebieg mowy wewnętrznej w stadium poprzedzającym wypowiedź, o rwanym toku, nieuporządkowanej składni, pełnej anakolutów, zdań prostych, niedokończonych, równoważników.